# Cazorla
Cazorla település Spanyolországban, Jaén tartományban. Cazorla Peal de Becerro, Quesada, Úbeda, Torreperogil, Santo Tomé, Chilluévar, La Iruela, Santiago-Pontones és Castril községekkel határos. Lakosainak száma 7012 fő (2024).

## Népesség
A település népessége az elmúlt években az alábbi módon változott:
| Lakosok száma | 8394 | 8096 | 8132 | 8133 | 7984 | 7812 | 7613 | 7441 | 7183 | 7012 |
|               | 2001 | 2004 | 2007 | 2009 | 2012 | 2014 | 2017 | 2019 | 2022 | 2024 |